# Pandivirilia amurensis
Pandivirilia amurensis är en tvåvingeart som beskrevs av Lyneborg 1986. Pandivirilia amurensis ingår i släktet Pandivirilia och familjen stilettflugor. Inga underarter finns listade i Catalogue of Life.